# Luvinate
Luvinate – miejscowość i gmina we Włoszech, w regionie Lombardia, w prowincji Varese.
Według danych na rok 2004 gminę zamieszkiwało 1386 osób, 346,5 os./km².